# Florent Carmin
 (mai 2013).
Si vous disposez d'ouvrages ou d'articles de référence ou si vous connaissez des sites web de qualité traitant du thème abordé ici, merci de compléter l'article en donnant les références utiles à sa vérifiabilité et en les liant à la section « Notes et références ».
Florent Carmin, né en 1958, est un skieur nautique français spécialiste du barefoot. Il a été 3 fois champion d'Europe de cette discipline et 12 fois champion de France entre 1981 et 1993.
Au cours de sa carrière sportive, il devient réalisateur de documentaires de sports extrêmes puis photographe professionnel.

## Biographie

### Carrière sportive
Florent Carmin est, dès son plus jeune âge, un espoir du ski nautique français au Club Sévrier d'Annecy.
Passionné de glisse et de sports extrêmes, il se passionne rapidement pour le barefoot, il en sera un pionnier en France, un champion européen et un ambassadeur dans le monde.
Par ailleurs, il est membre de l'équipe de France de ski alpin free style.

### Réalisateur, Photographe
Le public Français découvre le barefoot à travers des vidéos qu'il réalise, dans lesquelles il se met en scène et qui furent diffusées dans la célèbre émission de TF1 : Ushuaïa, le magazine de l'extrême présentée par Nicolas Hulot de 1987 à 1996.
Il a réalisé au total 120 documentaires courts pour l'émission, faisant découvrir les nouveaux sports extrêmes de l'époque comme le snowboard, le roller in line ou le skysurf (en).
À présent, Florent est réalisateur et photographe professionnel. Ses spécialités sont le sport en milieu naturel et le glamour.
Il vit entre Paris et Los Angeles.